# Signaal Imbosch

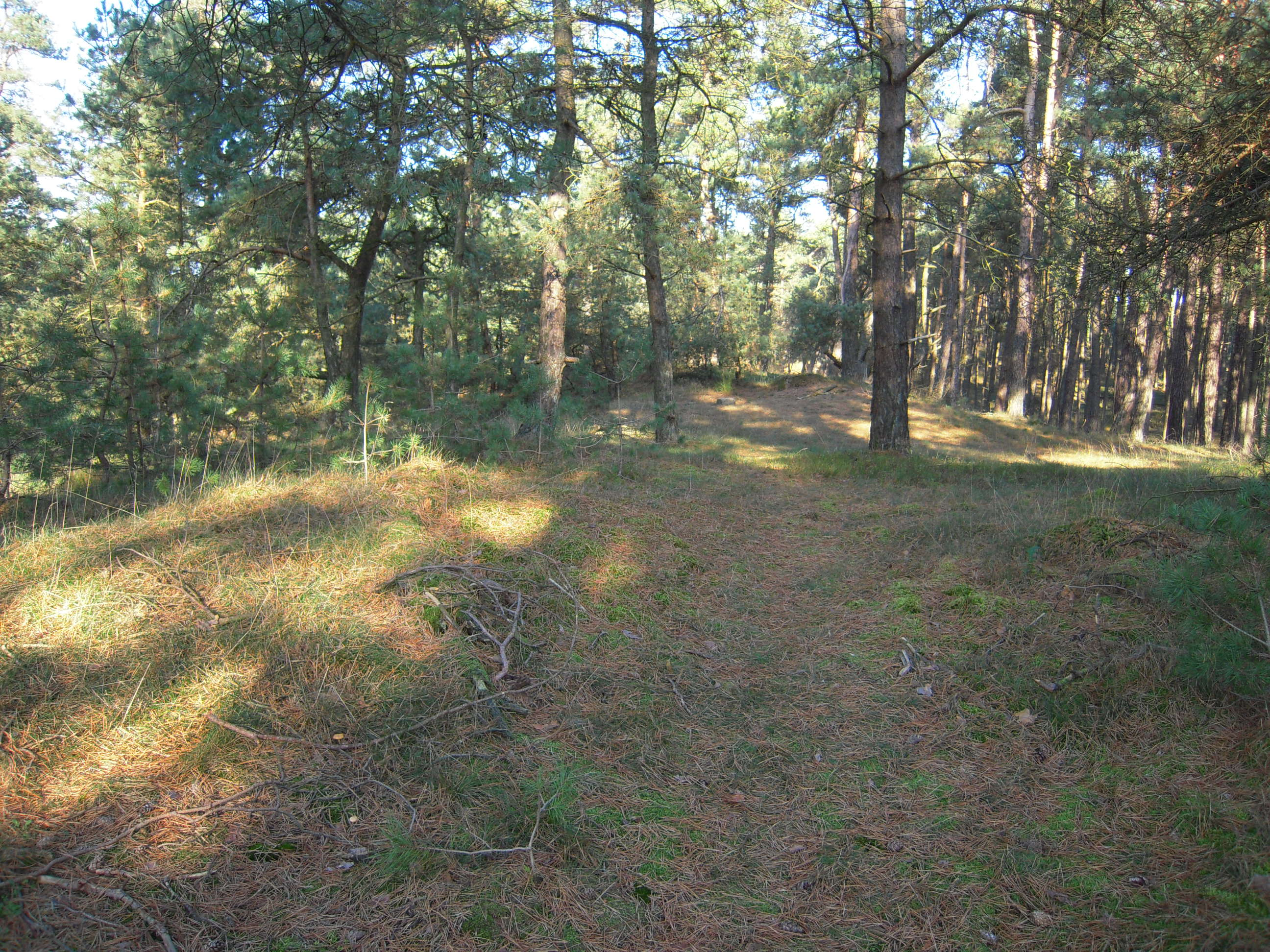
Bospad naar de top van Signaal Imbosch.

Signaal Imbosch is een heuvel van 109,9 meter hoogte boven NAP in de gemeente Rheden in het Nationaal Park Veluwezoom. Het is het hoogste punt van de Veluwe, van de provincie Gelderland en tevens het hoogste punt van het Europese deel van Nederland buiten Zuid-Limburg.

## Ligging
De heuvel bevindt zich op het zuidelijk deel van het stuwwalcomplex Veluwe. Signaal Imbosch is een onopvallende zandheuvel op een 100 meter hoog gelegen plateau dat grenst aan het Rozendaalsche veld en het Herikhuizerveld met de Posbank. Het is een voormalig zandverstuivingsgebied dat tegenwoordig met grove dennen is bebost.
Voor Nederlandse begrippen is Signaal Imbosch geografisch zeer dominant; het dichtstbijzijnde hogere punt is de op 75 km afstand gelegen Melchenberg (134 m) in het Duitse Münsterland. De topografische prominentie bedraagt 98 m, gemeten vanaf de IJssel-aftakking bij Westervoort.

## De naam
Signaal Imbosch dankt zijn naam aan het noordelijker gelegen Imbosch. De naam "Imbosch" is waarschijnlijk afgeleid van de bijenvolken ("immen") die vroeger daarheen werden gebracht als de heide bloeide. 
Het signaal duidt op de licht- en meetopstand die de Rijksdriehoeksmeting had opgericht voor hoekmetingen van en naar omliggende eersteordepunten Onze Lieve Vrouwetoren (Amersfoort), Torenberg, Sint-Walburgiskerk (Zutphen), Hettenheuvel, Vlierenberg, Cunerakerk (Rhenen) en tweedeordepunten. Tot in de jaren zestig van de twintigste eeuw stond op dit hoge punt deze houten meettoren als richtpunt van de eerste orde boven de steen met bekende RD-coördinaten.
Signaal Imbosch moet niet worden verward met de 2 km noordelijker gelegen Imboschberg (86,7 m)

## Tweede Wereldoorlog
In de Tweede Wereldoorlog was het verboden gebied (Sperrgebiet) omdat de Duitsers hier een geavanceerd radiopeilstation met de codenaam Teerose II hadden gebouwd, dat samen met Teerose I in Terlet, Teerose III in de gemeente Rozendaal en commandobunker Diogenes bij Fliegerhorst Deelen deel uitmaakte van een luchtverdedigingssysteem van de Luftwaffe. De reden was de hoogte; alle drie de Teerose-stellingen werden gebouwd op heuveltoppen van minstens 100 meter boven NAP. Het doel was het inmeten van vijandelijke vliegtuigen op hun radioverkeer.
Na de capitulatie werden de radiopeilstations ontmanteld. Van de Teerose II-stelling resteren enkel nog wat betonnen funderingen in het bos, 400 m westelijk van de top.

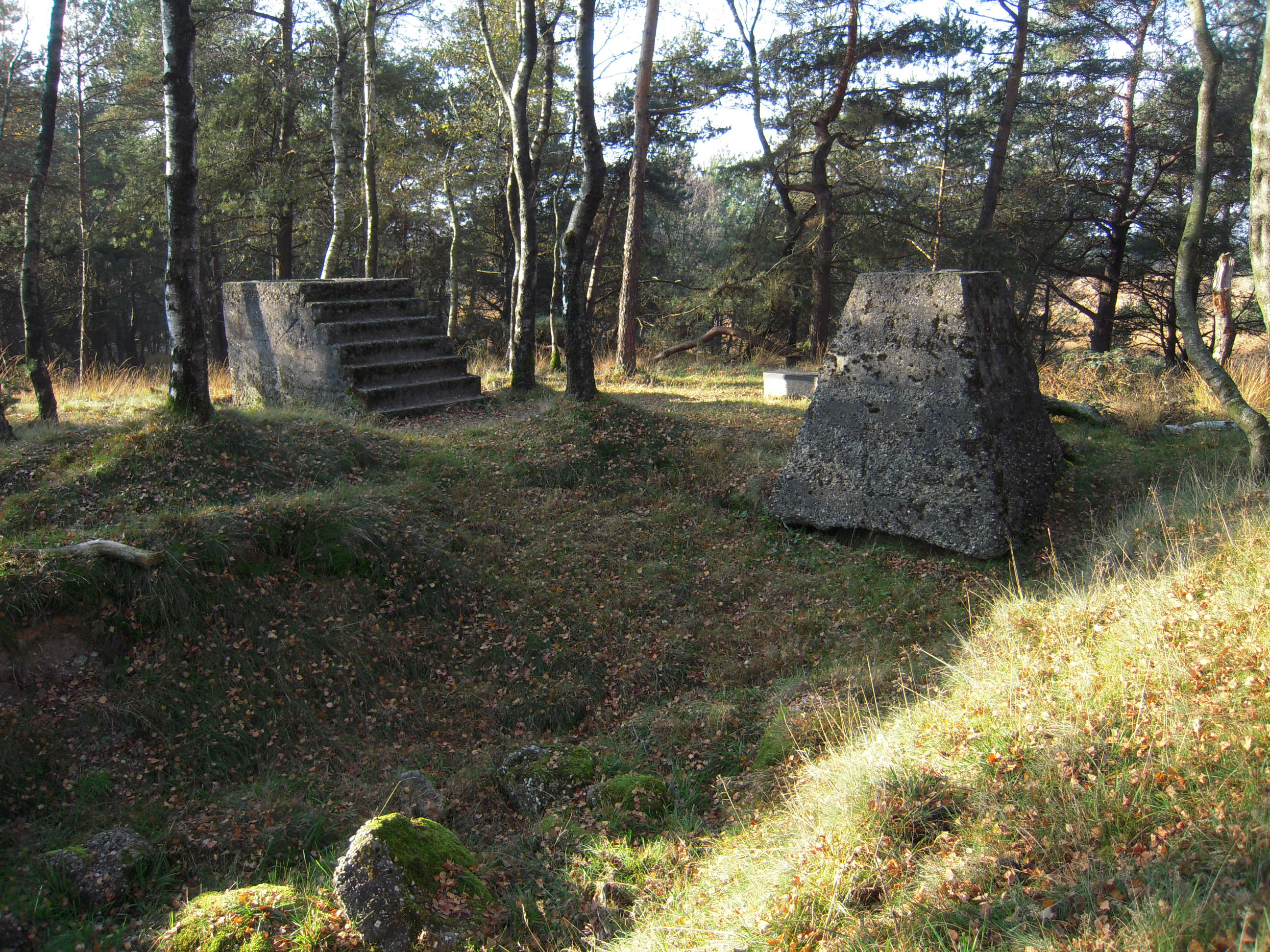
Ruïnes van radiopeilstation Teerose II.

## Beklimming
De heuvel kan te voet beklommen worden. Vanaf de parkeerplaats Tafelberg, een kilometer ten noorden van de Posbank loopt een ruiterpad noordwestwaarts het bos in richting de Rheder- en Worthrhederheide. Na 1 kilometer, na een zandige verbreding van het pad, leidt een smal bospaadje naar rechts omhoog, waarover na 100 meter de top wordt bereikt. Nabij de top bevindt zich een steen van Rijksdriehoeksmeting. Op enkele meters van deze steen ligt de werkelijke top. Door de bomen is er geen uitzicht.